# Tête de la Frema
La Tête de la Frema (3142 m) è una montagna delle Alpi Cozie, situata sullo spartiacque alpino principale tra la valle Maira e la valle dell'Ubaye.

## Caratteristiche
Si trova sul confine tra Italia e Francia. Dal versante italiano, è in comune di Acceglio (CN), in valle Maira, mentre dal versante francese è nel comune di Saint-Paul-sur-Ubaye.
La cresta principale scende in direzione circa nord dalla vicina Tête de l'Homme, raggiunge il passo di Terre Nere (3035 m), risale alla cima del Point Fond de Chambeyron, riscende ad un colletto e sale alla vetta; in corrispondenza della vetta, piega ad ovest-sud-ovest, scendendo al colle Gippiera (2948 m), da dove poi risale, con ampio arco diretto prima ad ovest-sud-ovest poi a sud-sud-ovest, al Brec de Chambeyron. Dalla vetta dirama inoltre una dorsale secondaria, che scende verso sud-est, separando il vallone di Stroppia a sud-ovest dal Vallone dell'Infernetto a nord-est. Dal versante francese, la montagna scende verso il pianoro che ospita il lago dei 9 colori. I tre versanti principali della montagna sono tutti piuttosto dirupati e rotti.
Il nome deriva dall'occitano, e significa testa della donna.
Dal punto di vista geologico, è composta da una formazione abbastanza uniforme di scisti calcarei ed ardesiaci, e calcari marmorei, di età compresa tra l'Eocene inferiore ed il Cretaceo superiore, ed appartenenti al cosiddetto complesso brianzonese.

## Ascensione alla vetta
La via normale si sviluppa dal colle Gippiera; una traccia di sentiero su sfasciumi risale verso la vetta, tenendosi sotto cresta dal versante francese, ed evitando alcuni spuntoni rocciosi nel percorso.
L'avvicinamento dal versante italiano prevede la partenza dal ponte delle Fie, in località Chiappera, in comune di Acceglio. Si risale seguendo il sentiero Dino Icardi, incontrando il rifugio Stroppia e sbucando poi sull'altopiano della montagna di Stroppia, che si risale seguendo il medesimo sentiero fino al bivacco Barenghi. Da qui, per traccia di sentiero, si raggiunge il colle Gippiera, dove ci si aggancia alla via normale. Questo itinerario, di tipo escursionistico, è indicato con una difficoltà di E.
Dal versante francese, ci si avvicina da Fouillouse, frazione di Saint-Paul-sur-Ubaye. Si risale il vallone fino al rifugio Chambeyron, poi si prosegue seguendo le indicazioni per il lago dei 9 colori. Giunti al lago, si risale per traccia su sfasciumi fino al colle Gippiera, da dove si raggiunge la vetta per la via normale. Questo itinerario, pure di tipo escursionistico, è indicato con una difficoltà di EE.